# 格罗莫讷 (海地)
格罗莫讷（法語：Gros-Morne，發音：[ɡʁo mɔʁn]）是海地阿蒂博尼特省格罗莫讷区的市镇，也是该区首府，总面积397.03平方千米，2015年人口155692。